# Glenea delolorata
Glenea delolorata é uma espécie de escaravelho da família Cerambycidae.